# Långsjön (Bergsjö socken, Hälsingland, 686999-155800)
Långsjön är en sjö i Nordanstigs kommun i Hälsingland och ingår i Harmångersåns huvudavrinningsområde.